# Boutigny-sur-Essonne
Boutigny-sur-Essonne – miejscowość i gmina we Francji, w regionie Île-de-France, w departamencie Essonne.
Według danych na rok 1990 gminę zamieszkiwało 2556 osób, a gęstość zaludnienia wynosiła 158 osób/km² (wśród 1287 gmin regionu Île-de-France Boutigny-sur-Essonne plasuje się na 432. miejscu pod względem liczby ludności, natomiast pod względem powierzchni na miejscu 143.).